# Scipione Borghese (principe)
Scipione Borghese, X principe di Sulmona (Migliarino Pisano, 11 febbraio 1871 – Firenze, 15 marzo 1927), è stato un nobile, viaggiatore, pilota automobilistico e politico italiano.

## Biografia

### Infanzia ed educazione
Luigi Marcantonio Francesco Rodolfo Scipione Borghese, X principe di Sulmona, nacque l'11 febbraio 1871 a Castello di Migliarino da Paolo Borghese, IX principe di Sulmona (1845-1920) e da sua moglie, la contessa ungherese Ilona Appony de Nagy-Appony (1848-1914). Terminati gli studi in scienze fisiche e matematiche a Roma, uscì dall'Accademia militare di Torino col grado di sottotenente di artiglieria nel 1892.

### Principe di Sulmona
Subentrato al padre nella conduzione degli affari di famiglia, contribuì alla creazione del Consorzio agrario cooperativo della riviera bresciana del lago di Garda, dove la famiglia possedeva una tenuta, e investì nel rinnovamento del porto di Genova. Fu anche consigliere della Società per gli studi della malaria, fondata nel 1898, e promotore delle bonifiche nell'Agro romano (la famiglia possedeva un'altra tenuta nei pressi del Lago Albano).
Prese parte alla vita politica del suo tempo, con l'elezione a deputato per il collegio di Albano Laziale nella XXII e XXIII legislatura, dal 1904 al 1913, per il Partito Radicale. Inoltre, fondò insieme a Errico De Marinis la rivista Lo Spettatore (1905-1908).

### Primo matrimonio
In prime nozze si sposò a Genova il 23 maggio 1895 con la duchessa Anna Maria De Ferrari (1874-1924), figlia del duca Gaetano De Ferrari e di sua moglie, Maria Annenkov. Da questo matrimonio nacquero due figlie.

### Viaggi in Oriente
Instancabile e curioso viaggiatore, esploratore ed alpinista, nel 1900 aveva compiuto un viaggio in Asia dal Golfo Persico al Pacifico, visitando Siria, Mesopotamia e Persia. Successivamente compì anche un viaggio in cui attraversò la Cina. L'impresa per cui passò alla storia fu la vittoriosa partecipazione al raid Pechino-Parigi del 1907 insieme al suo chauffeur e meccanico di fiducia Ettore Guizzardi e al celebre giornalista Luigi Barzini senior, inviato del Corriere della Sera, a bordo di un'automobile Itala.

#### Il raid Pechino-Parigi
Nel 1907 il giornale francese Le Matin indisse la gara automobilistica Pechino-Parigi con lo scopo di dimostrare la validità dell'automobile quale mezzo di spostamento anche per le grandi distanze, capace di fare concorrenza a treno e transatlantico. Il principe Scipione Borghese fu l'unico partecipante italiano, iscrivendosi con una vettura Itala Itala 35/45 HP, condotta da Ettore Guizzardi, suo autista di fiducia. Il Corriere della Sera concordò col principe che Luigi Barzini (1874-1947), all'epoca già noto inviato di guerra, si unisse all'equipaggio per testimoniare gli avvenimenti coi suoi reportage. La partenza venne fissata per il 10 giugno alle ore 8. Dei numerosi iscritti alla gara solo cinque vetture si presentarono effettivamente a Pechino per prendere parte all'evento e fin dal primo giorno l'equipaggio italiano si distinse per la superiorità tecnica e organizzativa.
Forte dell'esperienza maturata nei suoi recenti viaggi in Asia, il principe Borghese fu meticoloso nella preparazione della spedizione: la puntuale distribuzione di rifornimenti di benzina e olio che egli organizzò lungo tutto il percorso fu uno dei punti forza del vittorioso equipaggio italiano. Altre sue intuizioni - ad esempio sostituire i parafanghi della vettura con assi da utilizzare come rampe in caso di fango e ostacoli, o montare, a differenza delle auto di quell'epoca, pneumatici anteriori e posteriori delle medesime dimensioni, così da renderli intercambiabili e quindi ridurre le scorte - fecero la differenza rispetto agli altri concorrenti.
L’Itala attraversò aspre e sperdute regioni di Cina, Mongolia, Siberia e Russia, dove le popolazioni locali non avevano mai visto un'automobile prima di allora, superando insabbiamenti e guadi, rotture e uscite di strada. Spesso si rese necessaria la perizia di Ettore Guizzardi e la manodopera dei contadini del luogo che guardavano incuriositi i tre italiani e il loro singolare veicolo, del quale cercavano dove si nascondesse il cavallo. Luigi Barzini riuscì a inviare i propri pezzi quando trovava una stazione telegrafica e gli articoli così pubblicati sui quotidiani Corriere della Sera e The Daily Telegraph creavano grande attesa nel pubblico dei lettori europei, ansioso di apprendere come i concorrenti procedevano e soprattutto come riuscivano a risolvere i loro quotidiani problemi, dando quindi grande notorietà all'evento.
L'arrivo a Parigi fu un vero trionfo. Al rientro in Italia, Barzini scrisse il celebre racconto La metà del mondo vista da un'automobile. Da Pechino a Parigi in sessanta giorni, pubblicato nel 1908 contemporaneamente in undici lingue dall'editore Ulrico Hoepli. Nella prefazione del libro Scipione Borghese elogia il fido Guizzardi come l'elemento più importante all'interno del team, in quanto senza le sue approfondite competenze tecniche e la sua grande capacità d'improvvisazione davanti alle diverse rotture meccaniche, l’Itala verosimilmente non sarebbe mai arrivata al traguardo.

### Secondo matrimonio
Alla morte della prima moglie, annegata tragicamente nel Lago di Garda nel 1924, Scipione si risposò ormai in età avanzata a Firenze l'8 agosto 1926 con Teodora Martini, vedova Chilesotti, ma da questo matrimonio non nacquero eredi.

### Ultimi anni e morte
Nel 1912 prese parte alla guerra di Libia e nella prima guerra mondiale si arruolò volontario arrivando al grado di tenente colonnello e ricevendo una medaglia di argento e una di bronzo al valor militare e due croci di guerra. Il principe Scipione Borghese morì il 15 marzo 1927 a Firenze.
Essendo defunto senza eredi maschi, alla sua morte i titoli della sua famiglia passarono a suo fratello minore Livio.

## Discendenza
Scipione Borghese e la sua prima moglie, la duchessa Anna Maria De Ferrari, ebbero due figlie:
- Santa (1897 - 1997), sposò Astorre Hercolani, IX principe Hercolani
- Livia (1901 - 1969), sposò il conte Alessandro Cavazza

## Ascendenza
|                                                  |                             |                                                          | Genitori                                                     |  |  | Nonni |  |  | Bisnonni                                    |  |  | Trisnonni                                      |  |
|                                                  |                             |                                                          |                                                              |  |  |       |  |  | Francesco Borghese, VII principe di Sulmona |  |  | Marcantonio IV Borghese, V principe di Sulmona |  |
|                                                  |                             |                                                          |                                                              |  |  |       |  |  | Francesco Borghese, VII principe di Sulmona |  |  | Marcantonio IV Borghese, V principe di Sulmona |  |
|                                                  |                             | Anna Maria Salviati, VII duchessa di Giuliano            |                                                              |  |  |       |  |  | Francesco Borghese, VII principe di Sulmona |  |  |                                                |  |
| Marcantonio V Borghese, VIII principe di Sulmona |                             |                                                          |                                                              |  |  |       |  |  | Francesco Borghese, VII principe di Sulmona |  |  |                                                |  |
|                                                  |                             | Adele de La Rochefoucauld                                | Alexandre François de La Rochefoucauld, III duca di Estissac |  |  |       |  |  |                                             |  |  |                                                |  |
|                                                  |                             | Adele de La Rochefoucauld                                | Alexandre François de La Rochefoucauld, III duca di Estissac |  |  |       |  |  |                                             |  |  |                                                |  |
|                                                  |                             | Adele de La Rochefoucauld                                | Adelaide Marie Françoise Pyvart de Chastullé                 |  |  |       |  |  |                                             |  |  |                                                |  |
| Paolo Borghese, IX principe di Sulmona           |                             | Adele de La Rochefoucauld                                |                                                              |  |  |       |  |  |                                             |  |  |                                                |  |
|                                                  |                             | Alexandre-Jules de La Rochefoucauld, IV duca di Estissac | Alexandre François de La Rochefoucauld, III duca di Estissac |  |  |       |  |  |                                             |  |  |                                                |  |
|                                                  |                             | Alexandre-Jules de La Rochefoucauld, IV duca di Estissac | Alexandre François de La Rochefoucauld, III duca di Estissac |  |  |       |  |  |                                             |  |  |                                                |  |
|                                                  |                             | Alexandre-Jules de La Rochefoucauld, IV duca di Estissac | Adelaide Marie Françoise Pyvart de Chastullé                 |  |  |       |  |  |                                             |  |  |                                                |  |
| Thérèse de La Rochefoucauld                      |                             | Alexandre-Jules de La Rochefoucauld, IV duca di Estissac |                                                              |  |  |       |  |  |                                             |  |  |                                                |  |
|                                                  |                             | Hélène-Charlotte Pauline Dessolle                        | Jean-Joseph Dessolle, marchese Dessolle                      |  |  |       |  |  |                                             |  |  |                                                |  |
|                                                  |                             | Hélène-Charlotte Pauline Dessolle                        | Jean-Joseph Dessolle, marchese Dessolle                      |  |  |       |  |  |                                             |  |  |                                                |  |
|                                                  |                             | Hélène-Charlotte Pauline Dessolle                        | Anne Picot de Dampierre                                      |  |  |       |  |  |                                             |  |  |                                                |  |
| Scipione Borghese, X principe di Sulmona         |                             | Hélène-Charlotte Pauline Dessolle                        |                                                              |  |  |       |  |  |                                             |  |  |                                                |  |
|                                                  | Antal Appony de Nagy-Appony | Antal György Apponyi de Nagy-Appony                      |                                                              |  |  |       |  |  |                                             |  |  |                                                |  |
|                                                  | Antal Appony de Nagy-Appony | Antal György Apponyi de Nagy-Appony                      |                                                              |  |  |       |  |  |                                             |  |  |                                                |  |
|                                                  | Antal Appony de Nagy-Appony | Maria Carolina Anna von Lodron-Laterano Castelromano     |                                                              |  |  |       |  |  |                                             |  |  |                                                |  |
| Rudolf Appony de Nagy-Appony                     | Antal Appony de Nagy-Appony |                                                          |                                                              |  |  |       |  |  |                                             |  |  |                                                |  |
|                                                  |                             | Maria Teresa de Nogarola                                 | Joseph Dinadan de Nogarola                                   |  |  |       |  |  |                                             |  |  |                                                |  |
|                                                  |                             | Maria Teresa de Nogarola                                 | Joseph Dinadan de Nogarola                                   |  |  |       |  |  |                                             |  |  |                                                |  |
|                                                  |                             | Maria Teresa de Nogarola                                 | Madeleine von Lerchenfeld-Siessbach-Prennberg                |  |  |       |  |  |                                             |  |  |                                                |  |
| Ilona Appony de Nagy-Appony                      |                             | Maria Teresa de Nogarola                                 |                                                              |  |  |       |  |  |                                             |  |  |                                                |  |
|                                                  |                             | Alexander von Benckendorff                               | Christoph von Benckendorff                                   |  |  |       |  |  |                                             |  |  |                                                |  |
|                                                  |                             | Alexander von Benckendorff                               | Christoph von Benckendorff                                   |  |  |       |  |  |                                             |  |  |                                                |  |
|                                                  |                             | Alexander von Benckendorff                               | Anna Juliane Schilling von Canstadt                          |  |  |       |  |  |                                             |  |  |                                                |  |
| Anna von Beckendorff                             |                             | Alexander von Benckendorff                               |                                                              |  |  |       |  |  |                                             |  |  |                                                |  |
|                                                  |                             | Elisabeth von Donetz-Sascharshewski                      | Andreas von Donetz-Sascharshewski                            |  |  |       |  |  |                                             |  |  |                                                |  |
|                                                  |                             | Elisabeth von Donetz-Sascharshewski                      | Andreas von Donetz-Sascharshewski                            |  |  |       |  |  |                                             |  |  |                                                |  |
|                                                  |                             | Elisabeth von Donetz-Sascharshewski                      | Ekaterina Norova                                             |  |  |       |  |  |                                             |  |  |                                                |  |
|                                                  |                             | Elisabeth von Donetz-Sascharshewski                      |                                                              |  |  |       |  |  |                                             |  |  |                                                |  |